# Секрет (фізіологія)
Секре́т (від лат. secretus «відокремлений, виділений») — будь-які хімічні речовини, які виробляються і виділяються (секреція) залозами внутрішньої та зовнішньої секреції або окремими, часто спеціалізованими, клітинами всіх живих організмів.

## Хімічний склад
За хімічною природою секрети належать до білків (ферменти залоз шлунково-кишкового тракту та підшлункової залози), глікопротеїдів (секрети слизових залоз), поліпептидів (гормони гіпофіза тощо), стероїдів (гормони надниркових залоз та статевих залоз).
До складу секретів входять також неорганічні сполуки (соляна кислота, що виробляється шлунковими залозами, солі тощо, у зв'язку з чим секрети можуть мати лужну або кислу реакцію.

## Призначення секретів
Секрети необхідні для нормальної життєдіяльності організму. Фізіологічна роль їх (наприклад, ферментів травних залоз) полягає у розщепленні складних речовин, у захисті зовнішньої поверхні тіла (наприклад, шкірне сало) та покривів порожнистих органів (секрети слизових залоз) від несприятливих впливів.
Секрети також беруть участь у регуляції обміну речовин, росту та розвитку, функцій органів або систем організму (гормони).
Деякі секрети є харчовими речовинами (наприклад, молоко — секрети молочних залоз), отрутами (секрети залоз отруйних тварин), пахучими речовинами, що відіграють захисну роль або приваблюють особин протилежної статі (наприклад, феромони).

## Джерело
- Несен К. І. Секрети, стаття Українська радянська енциклопедія : у 12 т. / гол. ред. М. П. Бажан ; редкол.: О. К. Антонов та ін. — 2-ге вид. — К. : Головна редакція УРЕ, 1974–1985., Том 10, К., 1983, стор. 87